# Binna penicillata
Binna penicillata är en fjärilsart som beskrevs av Walker 1866. Binna penicillata ingår i släktet Binna och familjen björnspinnare. Inga underarter finns listade i Catalogue of Life.